# RFM
RFM is een Frans commercieel, nationaal radiostation dat uitzendt vanuit Parijs. De zender wordt beheerd door Lagardère Active en begon met uitzenden op 6 juni 1981.
RFM werd gecreëerd door Patrick Meyer. De zender draaide in haar beginjaren vooral rock-, wereld- en Franse muziek. In september 1994 werd het roer omgegooid en ging RFM vooral oldies van de jaren 60 tot '90 draaien. Tegenwoordig draait de zender vooral muziek uit de jaren 80, 90 en soms ook uit de jaren 00 en 10. RFM is te vergelijken met Radio 10 in Nederland en JOE fm in Vlaanderen.
Publieke zenders
Commerciële zenders
Radiostations die volgens de Conseil Supérieur de l'Audiovisuel in Categorie D of E worden ingedeeld